# Gift Orban
Gift Emmanuel Orban (* 17. Juli 2002) ist ein nigerianischer Fußballspieler, der aktuell bei der TSG 1899 Hoffenheim in der Bundesliga unter Vertrag steht.

## Karriere
Orban begann seine fußballerische Ausbildung in Nigeria beim Bison FC. Im Mai 2022 wurde er an den norwegischen Zweitligisten Stabæk Fotball ausgeliehen. Am achten Spieltag der Saison 2022 wurde er Ende Mai spät gegen den Bryne FK eingewechselt und debütierte damit im Profibereich. Seine ersten beiden Ligatore schoss er bei einem 4:2-Sieg über IL Stjørdals-Blink am 7. Juli 2022 (13. Spieltag), als er zudem noch ein Tor vorlegte. Anfang August wurde die Kaufoption von Stabæk gezogen und Orban mit einem bis Ende 2026 laufenden Vertrag ausgestattet und verpflichtet. In der gesamten Spielzeit 2022 wurde er Torschützenkönig mit 16 Treffern in 22 Partien gemeinsam mit Bård Finne. Des Weiteren wurde er zum besten jungen Spieler in jener Saison gekürt und stieg mit seinem Verein am Ende als Tabellenzweiter in die Superligaen auf.
Ende Januar 2023 verließ er Norwegen und wechselte für über drei Millionen Euro in die belgische Division 1A zur KAA Gent. Bei seinem Ligadebüt am 11. Februar 2023 (25. Spieltag) schoss er bei einem 3:3-Unentschieden gegen den KVC Westerlo direkt seine ersten beiden Tore für den Verein. Ein paar Tage später stand er gegen Qarabağ Ağdam in der Conference League das erste Mal auf internationaler Ebene auf dem Platz. Im Rückspiel war er mit seinem ersten internationalen Treffer und seinem verwandelten Elfmeter der wichtigste Mann auf dem Platz, als Gent in die nächste Runde einzog. Mit einem Viererpack am 12. März 2023 (29. Spieltag) bei einem 6:2-Sieg über den SV Zulte Waregem war er der erste Spieler des Vereins, dem dies in diesem Jahrhundert gelang. Nur ein paar Tage darauf gelang ihm im Achtelfinal-Rückspiel der Conference League der schnellste Hattrick im Europapokal überhaupt, als er beim 4:1-Sieg über den Istanbul Başakşehir FK in unter vier Minuten die ersten drei Treffer seines Teams erzielte. Im Rest der Saison bestritt er 16 von 17 möglichen Ligaspielen für Gent, in denen er 15 Tore schoss. Obwohl er nur die halbe Saison in Belgien spielte, erreichte er damit Platz 7 in der Torschützenliste. Dazu kamen sechs Spiele in der Conference League mit fünf Treffern. In der Saison 2023/24 bestritt er bis zu seinem Wechsel 17 von 20 möglichen Ligaspielen, in denen er drei Tore schoss, drei Pokalspiele und zehn Spiele im Europapokal mit neun geschossenen Toren.
Im Januar 2024 wechselte er nach Frankreich zu Olympique Lyon und unterzeichnete dort einen Vertrag bis Sommer 2028. Hier bestritt er 13 von 16 möglichen Ligaspielen, in denen er ein Tor schoss, sowie drei Pokalspiele mit zwei geschossenen Toren.
Anfang Januar 2025 wechselte Orban in die Bundesliga und schloss sich der TSG 1899 Hoffenheim an.

## Erfolge
Stabæk Fotball
- Vizemeister der OBOS-ligaen und Aufstieg in die Superligaen: 2022

Persönliche Auszeichnungen
- Torschützenkönig der OBOS-ligaen: 2022
- Bester junger Spieler der OBOS-ligaen: 2022